# Luís Augusto Grandvaux Barbosa
Luis Augusto Grandvaux Barbosa (1914 — 1983) foi um agrónomo e botânico que se distinguiu no estudo da flora das antigas colónias portuguesas em África, com destaque para Cabo Verde.

## Obras publicadas
Entre muitas outras, é autor das seguintes obras:
- A agricultura do arquipélago de Cabo Verde: carta agrícolas e problemas agrários, 1958
- Esboço da vegetação da Zambézia, 1952
- Contribuição para a fitosociologia do novo «Pterocarpus brenanii», 1958
- Carta fitogeográfica de Angola, 1970
- Uma nova espécie de Pterocarpus (Leguminosae), 1957